# Matteo Mazziotti
Matteo Mazziotti di Celso (Napoli, 17 giugno 1851 – Roma, 1º giugno 1928) fu un uomo politico e storico italiano, appartenente alla famiglia cilentana dei baroni Mazziotti di Celso.

## Biografia

### Origini familiari
Nacque a Napoli, nel palazzo Mazziotti a Trinità Maggiore, dal barone Francesco Antonio Mazziotti di Celso e dalla baronessa Marianna Pizzuti. La famiglia apparteneva all'aristocrazia terriera cilentana, proveniente dal borgo di Celso (presso Pollica) che insieme a Stella e Torricelli costituivano i feudi familiari. Il padre, oppositore del regime borbonico era stato costretto prima a trasferirsi a Napoli sotto sorveglianza nel 1838 e, dopo la sua partecipazione ai moti del Cilento del 1848, fu costretto a riparare a Genova nel 1849. La madre, che aveva seguito il marito nel 1850, tornata a Napoli per problemi di salute nel 1851, dove diede alla luce Matteo, fu costretta nuovamente all'esilio nel 1853, accusata di propaganda mazziniana, e morì per un'epidemia di colera nel 1855. Il padre si risposò nel 1857 con la genovese Anna Gibelli.

### Studi e carriera politica
Seguì gli studi al collegio Cicognini di Prato e si laureò in legge all'Università di Napoli. Si diede alla carriera politica e nel 1878 fu eletto consigliere provinciale di Salerno per il mandamento di Pollica, carica che occupò ininterrottamente fino al 1907.

#### Cariche parlamentari e senatoriali e incarichi di governo
Nelle elezioni politiche del 1882, del 1886 e del 1890, fu eletto deputato del Regno d'Italia nel collegio di Vallo della Lucania. Nel 1892 fu eletto ancora deputato nel collegio di Torchiara, e continuò ad essere rieletto fino a quando, nel 1909, fu nominato senatore. Durante la sua attività politica, ricoprì la carica di sottosegretario: alle poste con il secondo, terzo e quarto governo di Rudinì (1896-98), e alle finanze con il governo Zanardelli (1901-03).

### Interessi storiografici
Interessato alla storiografia dal 1895, pubblicò scritti in questa materia a partire dal 1904. Un suo testo su Cavour fu tradotto in francese nel 1916. Un anno dopo la sua morte, nel 1929, fu pubblicato in Francia il volume in cui raccoglieva le memorie di Luisa Giulia Murat, figlia di Gioacchino Murat e Carolina Bonaparte e moglie di Giulio Rasponi), date alle stampe da Jean Baptiste Spalletti, pronipote della principessa. Nel 1912 diede alle stampe una selezione del manoscritto relativo alle vicende del casato, sotto il titolo di Ricordi di famiglia.
Fu presidente della Società nazionale per la storia del Risorgimento.
Ebbe i titoli di nobile dei baroni di Celso e di barone.

## Opere
- La baronia del Cilento, Roma 1904
- La rivolta del Cilento del 1828 narrata su documenti inediti, Roma 1906
- (come curatore) Carlo De Angelis, Memorie di Carlo de Angelis (1813-1899), Società editrice Dante Alighieri di Albrighi, Segati & C., Roma-Milano 1908
  - Ristampa: Centro di promozione culturale per il Cilento, Agropoli 1995
- Costabile Carducci e i moti del Cilento del 1848, Società editrice Dante Alighieri di Albrighi, Segati & C., Milano-Roma 1909
  - Ristampa: Galzerano editore, collana Passato e presente, Casal Velino 1993
- La reazione borbonica nel Regno di Napoli (episodi dal 1849 al 1860), Società editrice Dante Alighieri di Albrighi, Segati & C., Milano-Roma 1912
  - Ristampa: Galzerano editore, collana Passato e presente, Casal Velino 1993
- Ricordi di famiglia (1780-1860), Roma 1912
  - Ristampa: Galzerano editore, collana Passato e presente, Casal Velino 2001
- II conte di Cavour e il suo confessore: studio storico con documenti e carteggi inediti, Nicola Zanichelli, Bologna 1915
- Le relazioni tra Giacomo Leopardi e Pietro Colletta, Direzione della Nuova Antologia, Roma 1916
- Le Comte de Cavour et son confesseur: Étude historique d'après des documents inédits avec deux portraits, traduit de l'italien par le commandant Weil, préface de Francesco Ruffini, Librairie Plon-Nourrit et C., Parigi 1919 (online su Internet Archive)
- La congiura dei Rosaroll. Studio storico con documenti inediti, Nicola Zanichelli, Bologna 1920
- Napoleone III e l'Italia, Società editrice "Unitas", Milano 1925
- (curatore) Jean Baptiste Spalletti, Souvenirs d'enfance d'une fille de Joachim Murat: la princesse Louise Murat comtesse Rasponi, 1805-1815, Perrin et C., Parigi 1929